# Споменик Радомиру Путнику
Споменик Радомиру Путнику у Крагујевцу, посвећен је великом војсковођи из Првог светског рата.
Постављен је 1992. године на истоименом тргу испред зграде Суда и дело је вајара Николе Коке Јанковића. 